# فيتينغن
(بالألمانية: Wittingen) هي بلدة ألمانية تقع في غيفهورن في ألمانيا. يقدر عدد سكانها بـ 12,268 نسمة .

## المدن التوأمة
مدن بيسمارك (آلتمارك)، Koknese و جيلا هي مدن توأمة لفيتينغن.

## أعلام
- بيرند فيكس